# Генріх Гаазе
Ге́нріх Гаазе (нім. Heinrich Haase) — німецький льотчик-ас, унтерофіцер Імперської армії.

## Біографія
Учасник Першої світової війни. Генріх Гаазе почав літати у складі 8-ї штурмової ескадрильї, бувши у званні єфрейтора. Першу перемогу здобув разом із віцефельдфебелем Бішоффом. Був переведений в 21-шу винищувальну ескадрилью, де спеціалізувався на знищенні аеростатів. 10 жовтня 1918 року зазнав у бою поранення у праве передпліччя й більше на фронт не повернувся.
Всього за час бойових дій здобув 6 перемог, з них 5 аеростатів.

## Нагороди
- Залізний хрест 2-го і 1-го класу